# Future Prophecies
Future Prophecies — норвезький драм-енд-бейс-дует, до складу якого входять Річард Анімашон Томас та Тоні Антун. Між 1999 і 2006 роками вони випустили понад двадцять синглів на кількох лейблах, таких як Certificate 18 та Subtitles Recordings. Їхні живі виступи включають поєднання діджеїнгу з барабанами, саксофоном та іншими музичними інструментами (так званий гібридний живий виступ).

## Про проєкт
Дует випустив свій альбом «Warlords Rising» на лейблах Subtitles Music та Beatservice Records у 2004/2005 роках і підписав контракти з такими лейблами, як Breakbeat Kaos DJ Fresh, Moving Shadow Роба Плейфорда та Ganja Records DJ Hype. Вони працювали з безліччю артистів, починаючи від Майка Паттона та Джамелії і закінчуючи норвезькими джазовими співаками, такими як Нільс Петтер Молвер та Бугге Вессельтофт.
Це гурт, щоб може показати коріння жанру бас-музики. Перш ніж більшість людей усвідомили, що таке драм-н-бейс, вони вже відстоювали своє звучання та виступали разом з такими артистами, як Pendulum, Chase & Status, Sub Focus, Camo & Krooked, Malux, Teebee, Grooverider та Adam F.

## Дискографія
- Warlords Rising (2005, Beatservice Records)
- Raw (2005, Outbreak Records)